# Бехлер, Маргрет
Ма́ргрет Бе́хлер (нем. Margret Bechler, урожд. Дрейкорн (Dreykorn); 2 февраля 1914, Альтона — 2002, Ведель) — немецкая учительница, супруга офицера вермахта Бернхарда Бехлера.

## Биография
Маргрет Бехлер родилась в семье морского офицера. После Первой мировой войны отец Маргрет, сторонник монархии, подал в отставку в звании капитана 3-го ранга и вместе с семьёй переехал в Дрезден, где работал инженером на руководящих должностях. В 1935 году Маргрет познакомилась с обер-фенрихом Бернхардом Бехлером, в 1936 году у них состоялась помолвка. В 1938 году Бехлеры поженились и переехали в Хемниц. В браке родилось двое детей: Хайди (род. 1939) и Ганс-Бернхард (род. 1940). Талантливый и честолюбивый офицер быстро продвигался по карьерной лестнице с началом Второй мировой войны, но попал в окружение под Сталинградом, в звании майора сдался в советский плен и стал одним из соучредителей Национального комитета «Свободная Германия» и Союза германских офицеров. В 1944 году власти в Германии принуждали Маргрет развестись с супругом, но она отказалась.
Когда антифашист Антон Якоб пытался выйти через Маргрет на контакт с Национальным комитетом «Свободная Германия», она донесла на него в гестапо, боясь за себя и своих детей. Якоба арестовали и приговорили к смертной казни. Супруга Якоба просила Маргрет поддержать прошение о помиловании мужа, Маргрет отказалась, опасаясь репрессий. Якоб к этому времени уже был казнён.
После освобождения Тюрингии американскими войсками Маргрет Бехлер была арестована 9 июня 1945 года по месту жительства в Альтенбурге. 1 июля Тюрингия была передана в зону оккупации советских войск, Маргрет Бехлер была помещена в следственный изолятор в Цвиккау, затем в спецлагеря № 4 в Баутцене, Ямлице, Мюльберге и Бухенвальде. По возвращении в Германию Бернхард Бехлер подал заявление о признании жены умершей и женился во второй раз, оставив Маргрет на произвол судьбы ради новой карьеры и запретив ей общаться с детьми. В 1950 году Маргрет Бехлер была приговорена к смертной казни путём повешения и отправлена в Вальдхаймскую тюрьму. На Вальдхаймских процессах смертная казнь для Маргрет была заменена пожизненным лишением свободы, которое она отбывала в тюрьме Хоэнекк. В ходе десталинизации Маргрет Бехлер была амнистирована в 1955 году и в 1956 году выпущена на свободу. Она переехала в ФРГ, где работала учительницей в Веделе. В 1978 году Маргрет Бехлер опубликовала свои мемуары «Ожидание ответа» (нем. Warten auf Antwort). С сыном ей удалось увидеться только после падения Берлинской стены. В 1992 году приговор, вынесенный Маргрет Бехлер, был отменён в соответствии с законом о реабилитации.